# 67e cérémonie des Golden Globes
La 67e cérémonie des Golden Globes, organisée par la Hollywood Foreign Press Association, a eu lieu le 17 janvier 2010 au Beverly Hilton Hotel de Beverly Hills et a récompensé les films et séries diffusés en 2009 et les professionnels s'étant distingués cette année-là. Elle a été présentée par Ricky Gervais et retransmise sur NBC.

## Palmarès
Les lauréats sont indiqués ci-dessous en premier de chaque catégorie et en caractères gras.

### Cinéma

#### Meilleur film dramatique
- Avatar
  - Démineurs (The Hurt Locker)
  - Inglourious Basterds
  - Precious (Precious ou Precious: Based on the Novel "Push" by Sapphire)
  - In the Air (Up in the Air)

#### Meilleur film musical ou de comédie
- Very Bad Trip (The Hangover)
  - (500) jours ensemble ((500) Days of Summer)
  - Pas si simple (It's Complicated)
  - Julie et Julia (Julie and Julia)
  - Nine

#### Meilleur réalisateur
- James Cameron pour Avatar
  - Kathryn Bigelow pour Démineurs (The Hurt Locker)
  - Clint Eastwood pour Invictus
  - Jason Reitman pour In the Air (Up in the Air)
  - Quentin Tarantino pour Inglourious Basterds

#### Meilleur acteur dans un film dramatique
- Jeff Bridges pour le rôle de Bad Blake dans Crazy Heart
  - George Clooney pour le rôle de Ryan Bingham dans In the Air (Up in the Air)
  - Colin Firth pour le rôle de George dans A Single Man
  - Morgan Freeman pour le rôle de Nelson Mandela dans Invictus
  - Tobey Maguire pour le rôle du Capitaine Sam Cahill dans Brothers

#### Meilleure actrice dans un film dramatique
- Sandra Bullock pour le rôle de Leigh Anne Tuohy dans The Blind Side
  - Emily Blunt pour le rôle de la reine Victoria dans Victoria : Les Jeunes Années d'une reine (The Young Victoria)
  - Helen Mirren pour le rôle de Sophie Tolstoï dans Tolstoï, le dernier automne
  - Carey Mulligan pour le rôle de Jenny dans Une éducation (An Education)
  - Gabourey Sidibe pour le rôle de Claireece "Precious" Jones dans Precious (Precious ou Precious: Based on the Novel "Push" by Sapphire)

#### Meilleur acteur dans un film musical ou une comédie
- Robert Downey Jr. pour le rôle de Sherlock Holmes dans Sherlock Holmes
  - Matt Damon pour le rôle de Mark Whitacre dans The Informant!
  - Daniel Day-Lewis pour le rôle de Guido Contini dans Nine
  - Joseph Gordon-Levitt pour le rôle de Tom Hanson dans (500) jours ensemble ((500) Days of Summer)
  - Michael Stuhlbarg pour le rôle de Larry Gopnik dans A Serious Man

#### Meilleure actrice dans un film musical ou une comédie
- Meryl Streep pour le rôle de Julia Child dans Julie et Julia (Julie and Julia)
  - Sandra Bullock pour le rôle de Margaret Tate dans La Proposition (The Proposal)
  - Marion Cotillard pour le rôle de Luisa Contini dans Nine
  - Julia Roberts pour le rôle de Claire Stenwick dans Duplicity
  - Meryl Streep pour le rôle de Jane dans Pas si simple (It's Complicated)

#### Meilleur acteur dans un second rôle
- Christoph Waltz pour le rôle du Colonel Hans Landa dans Inglourious Basterds
  - Matt Damon pour le rôle de Francois Pienaar dans Invictus
  - Woody Harrelson pour le rôle du Capitaine Tony Stone dans The Messenger
  - Christopher Plummer pour le rôle de Léon Tolstoï dans Tolstoï, le dernier automne
  - Stanley Tucci pour le rôle de George Harvey dans Lovely Bones (The Lovely Bones)

#### Meilleure actrice dans un second rôle
- Mo'Nique pour le rôle de Mary Lee Johnston dans Precious (Precious ou Precious: Based on the Novel "Push" by Sapphire)
  - Penélope Cruz pour le rôle de Carla Albanese dans Nine
  - Vera Farmiga pour le rôle d'Alex dans In the Air (Up in the Air)
  - Anna Kendrick pour le rôle de Natalie Keener dans In the Air (Up in the Air)
  - Julianne Moore pour le rôle de Charlotte dans A Single Man

#### Meilleur scénario
- In the Air (Up in the Air) – Jason Reitman
  - District 9 – Neill Blomkamp et Terri Tatchell
  - Démineurs (The Hurt Locker) – Mark Boal
  - Pas si simple (It's Complicated) – Nancy Meyers
  - Inglourious Basterds – Quentin Tarantino

#### Meilleure chanson originale
- The Weary Kind interprétée par Ryan Bingham – Crazy Heart
  - Cinema italiano interprétée par Kate Hudson – Nine
  - (I Want To) Come Home interprétée par Paul McCartney – Everybody's Fine
  - I See You interprétée par Leona Lewis – Avatar
  - Winter interprétée par U2 – Brothers

#### Meilleure musique de film
- Là-haut (Up) – Michael Giacchino
  - The Informant! – Marvin Hamlisch
  - Avatar – James Horner
  - A Single Man – Abel Korzeniowski
  - Max et les maximonstres (Where the Wild Things Are) – Carter Burwell et Karen Orzolek

#### Meilleur film en langue étrangère
- Le Ruban blanc (Das weiße Band) •  Allemagne
  - Baarìa (Baarìa - La porta del vento) •  Italie
  - Étreintes brisées (Los abrazos rotos) •  Espagne
  - La Nana •  Chili
  - Un prophète •  France

#### Meilleur film d'animation
- Là-haut (Up)
  - Tempête de boulettes géantes (Cloudy With A Chance Of Meatballs)
  - Coraline
  - Fantastic Mr. Fox
  - La Princesse et la Grenouille (The Princess and the Frog)

### Télévision
Note : le symbole « ♕ » rappelle le gagnant de l'année précédente (si nomination).

#### Meilleure série dramatique
- Mad Men ♕
  - Big Love
  - Dexter
  - Dr House (House)
  - True Blood

#### Meilleure série musicale ou comique
- Glee
  - 30 Rock ♕
  - Entourage
  - Modern Family
  - The Office

#### Meilleure mini-série ou meilleur téléfilm
- Grey Gardens
  - Georgia O'Keeffe
  - Into the Storm
  - La Petite Dorrit (Little Dorrit)
  - L'Honneur d'un marine (Taking Chance)

#### Meilleur acteur dans une série dramatique
- Michael C. Hall pour le rôle de Dexter Morgan dans Dexter
  - Simon Baker pour le rôle de Patrick Jane dans Mentalist
  - Jon Hamm pour le rôle de Don Draper dans Mad Men
  - Hugh Laurie pour le rôle du Dr Gregory House dans Dr House (House)
  - Bill Paxton pour le rôle de Bill Henrickson dans Big Love

#### Meilleure actrice dans une série dramatique
- Julianna Margulies pour le rôle d'Alicia Florrick dans The Good Wife
  - Glenn Close pour le rôle de Patricia "Patty" Hewes dans Damages
  - January Jones pour le rôle de Betty Draper dans Mad Men
  - Anna Paquin pour le rôle de Sookie Stackhouse dans True Blood ♕
  - Kyra Sedgwick pour le rôle de Brenda Leigh Johnson dans The Closer : L.A. enquêtes prioritaires (The Closer)

#### Meilleur acteur dans une série musicale ou comique
- Alec Baldwin pour le rôle de Jack Donaghy dans  30 Rock ♕
  - Steve Carell pour le rôle de Michael Scott dans The Office
  - David Duchovny pour le rôle de Hank Moody dans Californication
  - Thomas Jane pour le rôle de Ray Drecker dans Hung
  - Matthew Morrison pour le rôle de Will Schuester dans Glee

#### Meilleure actrice dans une série musicale ou comique
- Toni Collette pour le rôle de Tara Gregson dans United States of Tara
  - Courteney Cox pour le rôle de Julie Cobb dans Cougar Town
  - Edie Falco pour le rôle de Jackie Peyton dans Nurse Jackie
  - Tina Fey pour le rôle de Liz Lemon dans 30 Rock ♕
  - Lea Michele pour le rôle de Rachel Berry dans Glee

#### Meilleur acteur dans une mini-série ou un téléfilm
- Kevin Bacon pour le rôle du Lieutenant-Colonel Mike Strobl dans L'Honneur d'un marine
  - Kenneth Branagh pour le rôle de Kurt Wallander dans Les Enquêtes de l'inspecteur Wallander (Wallander)
  - Chiwetel Ejiofor pour le rôle de Thabo Mbeki dans Endgame
  - Brendan Gleeson pour le rôle de Winston Churchill dans Into the Storm
  - Jeremy Irons pour le rôle d'Alfred Stieglitz dans Georgia O'Keeffe

#### Meilleure actrice dans une mini-série ou un téléfilm
- Drew Barrymore pour le rôle d'Edith Bouvier Beale dans Grey Gardens
  - Joan Allen pour le rôle de Georgia O'Keeffe dans Georgia O'Keeffe
  - Jessica Lange pour le rôle d'Edith Ewing Bouvier Beale dans Grey Gardens
  - Anna Paquin pour le rôle d'Irena Sendler dans Irena Sendler (film)
  - Sigourney Weaver pour le rôle de Mary Griffith dans Bobby, seul contre tous (Prayers for Bobby)

#### Meilleur acteur dans un second rôle dans une série, une mini-série ou un téléfilm
- John Lithgow pour le rôle de Trinity Killer dans Dexter
  - Michael Emerson pour le rôle de Benjamin Linus dans Lost : Les Disparus (Lost)
  - Neil Patrick Harris pour le rôle de Barney Stinson dans How I Met Your Mother
  - William Hurt pour le rôle de Daniel Purcell dans Damages
  - Jeremy Piven pour le rôle d'Ari Gold dans Entourage

#### Meilleure actrice dans un second rôle dans une série, une mini-série ou un téléfilm
- Chloë Sevigny pour le rôle de Nicolette "Nicki" Grant dans Big Love
  - Jane Adams pour le rôle de Tanya Skagle dans Hung
  - Rose Byrne  pour le rôle d'Ellen Parsons dans Damages
  - Jane Lynch pour le rôle de Sue Sylvester dans Glee
  - Janet McTeer pour le rôle de Clemmie Churchill dans Into the Storm

### Spéciales

#### Cecil B. DeMille Award
- Martin Scorsese

#### Miss Golden Globe
- Mavis Spencer

## Présentateurs
| - Amy Adams - Christina Aguilera - Jennifer Aniston - Justin Bartha - Kristen Bell - Halle Berry - Josh Brolin - Gerard Butler - Cher - Bradley Cooper - Chace Crawford - Robert De Niro - Cameron Diaz - Leonardo DiCaprio - Colin Farrell - Harrison Ford - Jodie Foster | - Matthew Fox - Jennifer Garner - Mel Gibson - Lauren Graham - Tom Hanks - Neil Patrick Harris - Sally Hawkins - Ed Helms - Kate Hudson - Felicity Huffman - Samuel L. Jackson - Nicole Kidman - Jane Krakowski - Ashton Kutcher - Taylor Lautner - Zachary Levi - Sophia Loren | - Paul McCartney - Helen Mirren - Jim Parsons - Amy Poehler - Julia Roberts - Mickey Rourke - Zoe Saldana - Arnold Schwarzenegger - Steven Spielberg - Kiefer Sutherland - Mike Tyson - Sofía Vergara - Olivia Wilde - Kate Winslet - Reese Witherspoon - Sam Worthington |

## Récompenses et nominations multiples

### Nominations multiples

#### Cinéma
6 : In the Air
5 : Nine
4 : Avatar, Inglourious Basterds
3 : Démineurs, Pas si simple, Invictus, Precious, A Single Man
2 : (500) jours ensemble, Brothers, Crazy Heart, The Informant!, Julie et Julia, Tolstoï, le dernier automne, Là-haut

#### Télévision
4 : Glee
3 : 30 Rock, Big Love, Damages, Dexter, Georgia O'Keeffe, Grey Gardens, Into the Storm, Mad Men
2 : Entourage, Dr House, Hung, The Office, L'Honneur d'un marine, True Blood

#### Personnalités
2 : Sandra Bullock, Matt Damon, Anna Paquin, Meryl Streep

### Récompenses multiples
Légende : Nombre de récompenses/Nombre de nominations

#### Cinéma
2 / 2 : Crazy Heart, Là-haut
2 / 4 : Avatar

#### Télévision
2 / 3 : Dexter, Grey Gardens

#### Personnalités
Aucune

### Les grands perdants

#### Cinéma
0 / 5 : Nine
1 / 6 : In the Air

#### Télévision
Aucune